# Dzierzążnia (plaats)
Dzierzążnia is een dorp in het Poolse woiwodschap Mazovië, in het district Płoński. De plaats maakt deel uit van de gemeente Dzierzążnia.